# Płyną tratwy
Płyną tratwy – polski dokumentalny film przyrodniczy z 1962 roku w reżyserii Władysława Ślesickiego.

## Opis
Bohaterem filmu jest Mietek, chłopiec wkraczający w dorosłość, a zarazem początkujący flisak mieszkający nad augustowskimi jeziorami. Film – nie bez elementów inscenizacji – dokumentuje stopniowe dojrzewanie Mietka: szkolenie się w spławie tratwą, palenie pierwszego papierosa, pierwsze zauroczenie widokiem dziewczyny, pierwszą wypłatę, dołączenie do mężczyzn dojeżdżających do pracy. Film również w poetycki sposób ukazuje niszczenie przyrody otaczającej bohatera: piłowanie drzew, dewastację szałasów, ucieczkę zwierząt przed działalnością ludzi.

## Produkcja
Inspiracją dla reżysera filmu, Władysława Ślesickiego, był film Opowieść z Luizjany (1948) Roberta J. Flaherty’ego. Dwuletnie prace nad dokumentem o mazurskich krajobrazach poprzedziło wieloletnie doświadczenie zdobyte przez reżysera we wcześniejszych filmach krajobrazowych, takich jak W gromadzie Ducha Puszczy (1957), Spacer w Bieszczadach (1958). Zamysł prac nad filmem Płyną tratwy Ślesicki konsultował z dawnym wykładowcą z łódzkiej szkoły filmowej, Jerzym Bossakiem, który wyperswadował mu niektóre hipotetyczne pomysły na sceny filmowe. Operatorem zdjęć był Leszek Krzyżański, który z uznaniem wypowiadał się o Ślesickim jako „poecie kina”.

## Odbiór
Lech Pijanowski w recenzji filmu odczytywał Płyną tratwy jako „przykład artystycznej konsekwencji”, wyrażonej zarówno w zdjęciach o „rzadko spotykanej wrażliwości”, „giętkim i wymownym” montażu, jak i w „prawdziwych i wzruszających sylwetkach ukazywanych ludzi”. W retrospektywnym rozdziale książki Wiosenna bujność traw Karolina Kostyra sugerowała związki filmu z powieściami Marka Twaina, doszukując się w dziele Ślesickiego zarówno grozy niszczenia przyrody, jak i baśniowości świata przedstawionego.

## Znaczenie
Film Płyną tratwy jest zaliczany w poczet nurtu określanego mianem „szkoły Karabasza”.

## Nagrody
| Rok  | Festiwal/instytucja                                                         | Nominacja                                                       | Odbiorca           |
| ---- | --------------------------------------------------------------------------- | --------------------------------------------------------------- | ------------------ |
| 1962 | Krakowski Festiwal Filmowy                                                  | Nagroda "Złoty Smok Wawelski" w kategorii filmów dokumentalnych | Władysław Ślesicki |
| 1962 | Międzynarodowy Festiwal Filmów Krótkometrażowych i Dokumentalnych w Wenecji | Złoty Lew św. Marka                                             | Władysław Ślesicki |
| 1962 | Międzynarodowy Festiwal Filmów Krótkometrażowych w Buenos Aires             | II Nagroda w kategorii filmów artystycznych                     | Władysław Ślesicki |
| 1962 | „Film”                                                                      | Złota Kaczka dla najlepszego filmu krótkometrażowego            | Władysław Ślesicki |